# Confine tra Mali e Mauritania
Il confine tra il Mali e la Mauritania ha una lunghezza di 2236 km e va dal triplice confine con l'Algeria a nord fino al triplice confine con il Senegal a sud-ovest.

## Descrizione
Il confine inizia a nord al triplice confine con l'Algeria e poi procede verso ovest in linea retta lungo il 2º parallelo nord per 172 km. Quindi vira a sud-est in un lungo segmento rettilineo di circa 955 km, seguito da un rettilineo molto più breve più a sud-est per 34 km e una linea retta a sud-ovest per 94 km, prima di virare bruscamente a ovest lungo una linea orizzontale per circa 409 km. Il confine si sposta quindi brevemente verso nord, creando una piccola sporgenza del territorio maliano che comprende le città di Labidi e Debai Amati. Successivamente il confine prosegue verso ovest attraverso una serie di linee irregolari, oltre a seguire alcuni torrenti come l'Oumm el Bohoro e l'Ouadou. Alla fine raggiunge il fiume Kolinbiné, che segue fino alla confluenza con il fiume Senegal; il confine segue poi quest'ultimo ad ovest fino al triplice confine con il Senegal.

## Storia
Il 1880 vide un'intensa competizione tra le potenze europee per i territori in Africa, attraverso il processo noto come "spartizione dell'Africa" che culminò nella Conferenza di Berlino del 1884, in cui le nazioni europee interessate concordarono le loro rispettive rivendicazioni territoriali e le regole degli impegni futuri. Come risultato di ciò, la Francia ottenne il controllo della valle superiore del fiume Niger (più o meno equivalente alle aree attuali del Mali e del Niger). La Francia occupò quest'area nel 1900 e successivamente la Mauritania nel 1903-1904. Il Mali (allora indicato come Sudan francese) era originariamente incluso, insieme ai moderni Niger e Burkina Faso, all'interno della colonia dell'Alto Senegal e del Niger, ma fu successivamente scisso e, insieme alla Mauritania, divenne una regione costituente della colonia federale dell'Africa Occidentale Francese (Afrique Occidentale Française, abbreviata AOF).

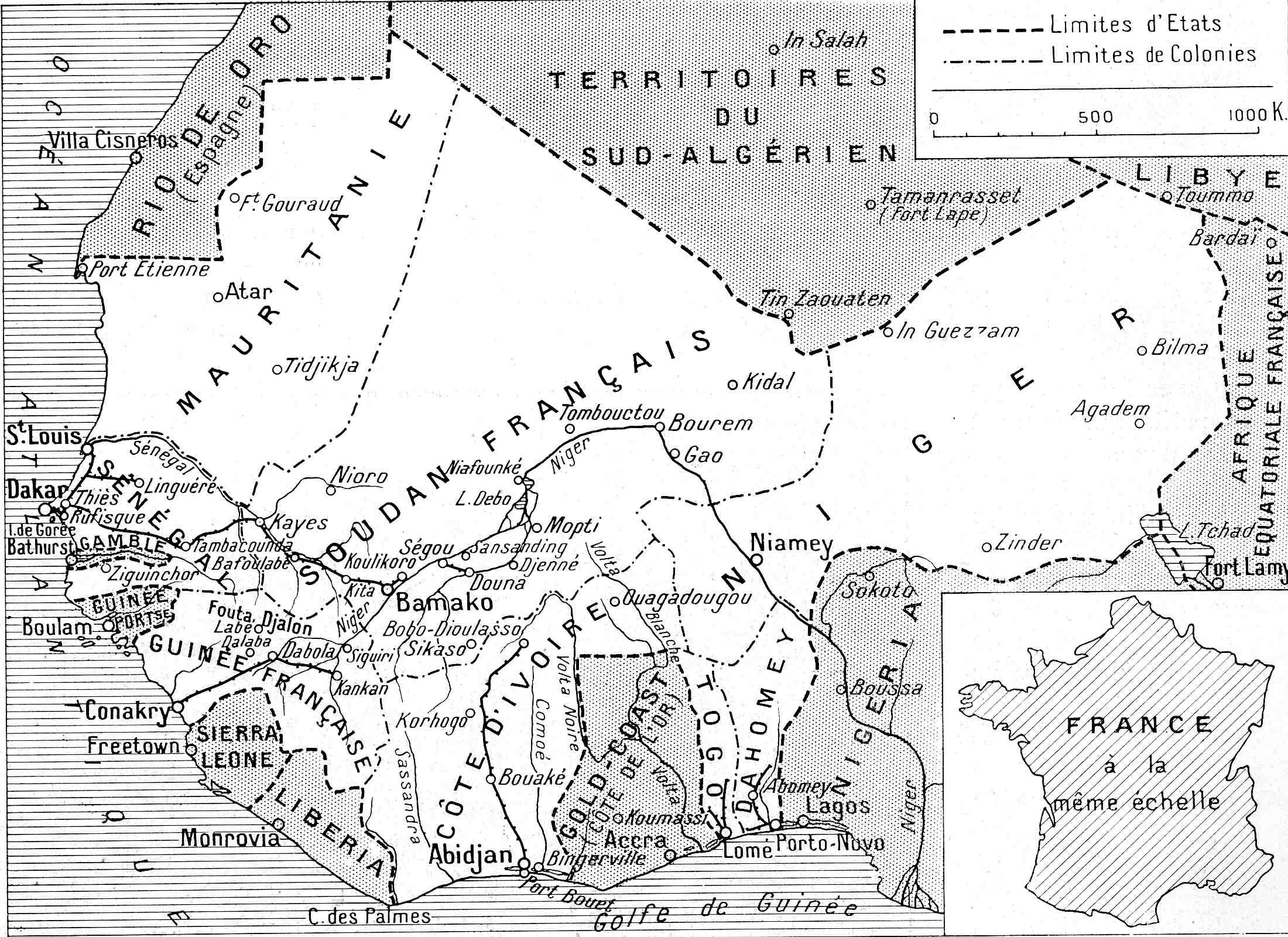
Mappa dell'Africa occidentale francese del 1936, che mostra l'ex confine Mali-Mauritania

La Mauritania venne ampiamente "pacificata" nel 1912 e il 23 aprile 1913 fu tracciato un confine iniziale tra il Mali e la Mauritania; questa linea era drasticamente diversa dall'attuale confine con il Mali e comprendeva la totalità di quella che adesso è la Mauritania sud-orientale (vedi mappa a destra). Un decreto del governo coloniale francese dell'AOF del 5 luglio 1944 modificò il confine nella sua posizione attuale: al Sudan francese vennero tolti circa 122.200 km a favore della Mauritania, mentre alla Mauritania vennero tolti 40.300 km, dati al Sudan francese.
Con la crescita del movimento per la decolonizzazione nell'epoca successiva alla seconda guerra mondiale, la Francia concesse gradualmente più diritti politici e rappresentanza alle proprie colonie dell'Africa subsahariana, arrivando alla concessione di un'ampia autonomia interna all'Africa Occidentale Francese nel 1958 nel quadro della Comunità francese. Alla fine, nel 1960, sia la Mauritania che il Mali ottennero la piena indipendenza. Il 16 febbraio 1963 i due stati firmarono un trattato di confine a Kayes, modificando leggermente il confine.
Negli ultimi anni la regione di confine è diventata molto insicura, a causa dell'aumento del terrorismo e della guerra nel nord del Mali, spingendo la Mauritania a dichiarare il confine una "no-go zone" nel 2017.

## Insediamenti vicino al confine

### Mali
- Aguerakten
- Beidat
- Bona Hamadi
- Mame
- Farkeli
- Kassakare
- Ballé
- Bineou
- Diandioume
- Debai Amate
- Labidi
- Djeli-Mahe
- Takoutala
- Kemiss
- Diongaga
- Tafara
- Davo
- Seliferi
- Melgue
- Lany Tounka
- Tafacirga

### Mauritania
- Medala
- Koussana
- Terbekou
- Bousteila
- Moribougou
- Koriga
- Kersiniane
- Kalinioro